# 新潟県道4号新潟港横越線
新潟県道4号新潟港横越線（にいがたけんどう4ごう にいがたこうよこごしせん）は、新潟県新潟市中央区から東区を経由して江南区に至る県道（主要地方道）である。起点の中央区から東区までの区間が未供用なので、実際の道路は東区が起点となっている。
新潟市民には“赤道（あかみち）”の通称で呼ばれる（後述）。

## 概要

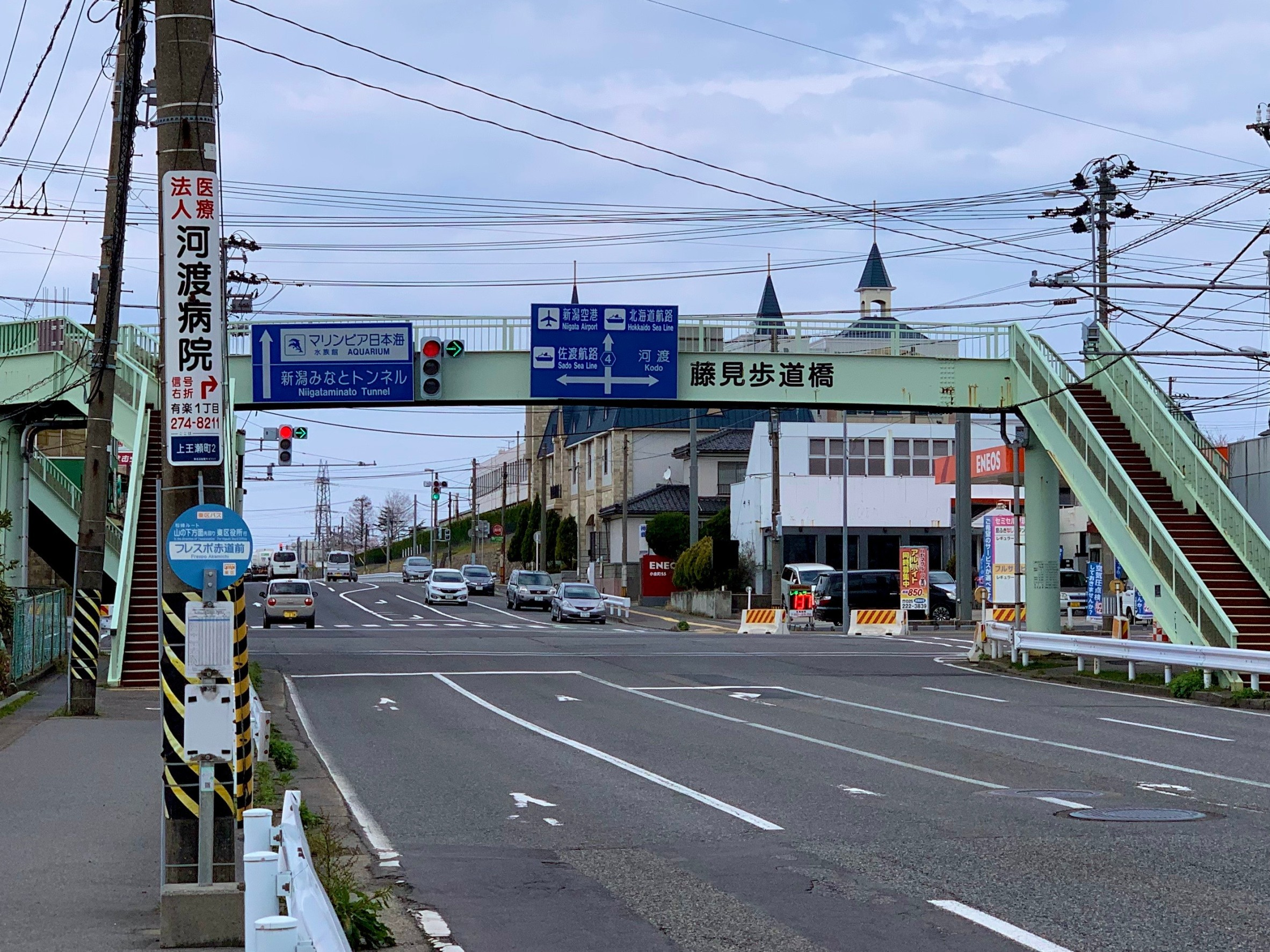
新潟市東区藤見町付近。バス停名に「赤道（あかみち）」表記が見られる。

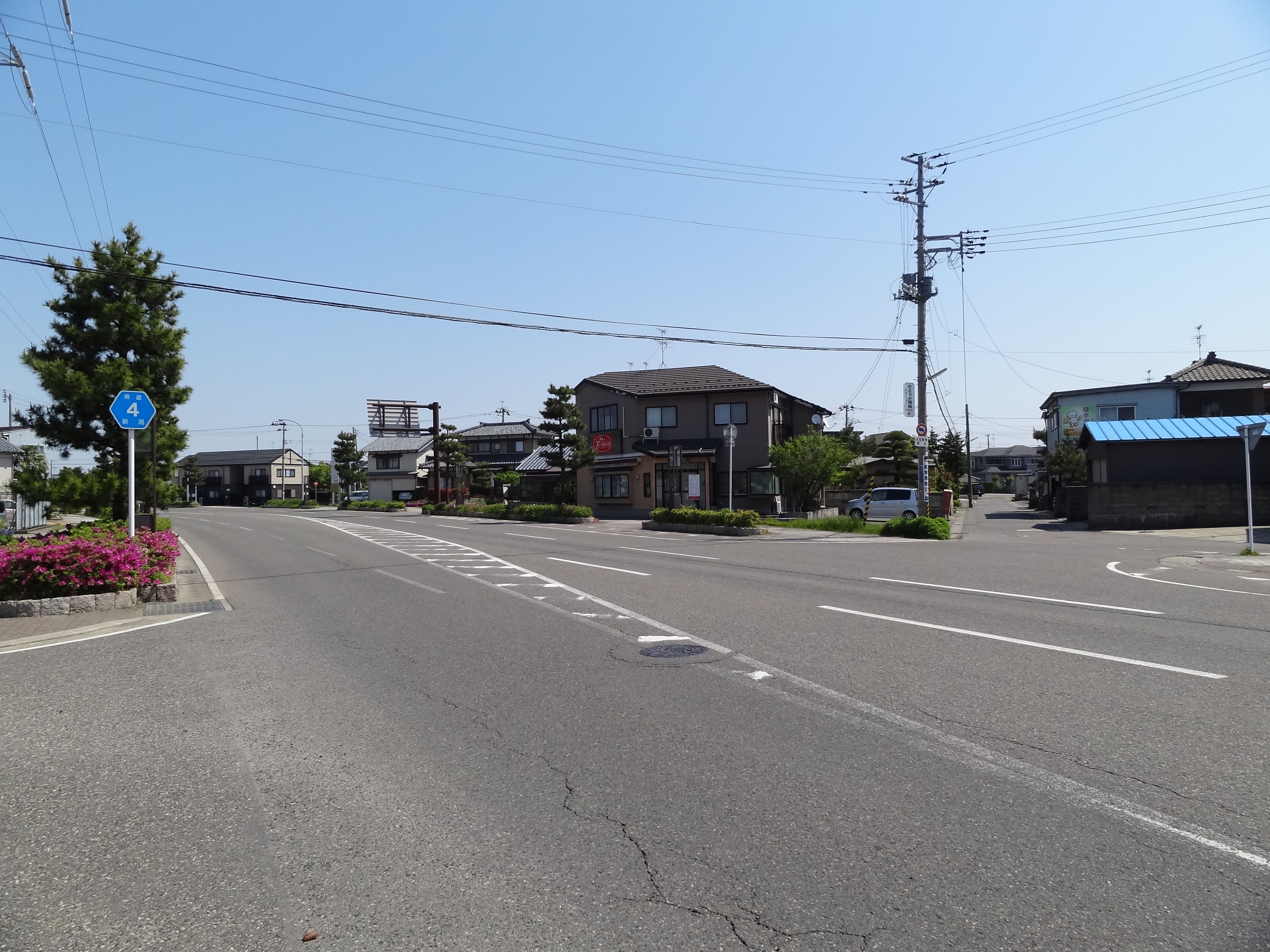
新潟市江南区横越中央付近

新潟市の東部を南北に貫く幹線道路で、新潟市の重要路線の一つである。
藤見町から牡丹山付近（現在の赤道十字路）にかけての工業地域周辺の区間が建設された当初、周辺の化学工場から硫酸の精製過程で出た硫鉱石の燃え滓が舗装材として提供され、これを使って舗装された。この燃え滓は酸化鉄を多く含有していたため、舗装された路面が赤錆色となり、赤道の通称が付いた。現在は平和町交差点以南のほぼ全区間を指して「赤道」と呼ばれる。
起点から東区臨港町二丁目交差点の区間が未供用である。片側1車線で新潟火力発電所、油槽所など新潟港西港区（新潟西港）の工業地域とその東側の住宅地を縫うように走り、国道113号と交差した後、以南の横越交差点までの区間は片側2車線となり、工業地域、商業地、住宅地、農地などを抜けながら、東区藤見地区の藤見町交差点で市道山の下東港線、同区木戸地区の赤道十字路で県道3号（旧国道7号）、竹尾ICで国道7号新潟バイパス、石山地区の中野山交差点で県道290号、江南区大江山地区の丸山交差点で県道16号など、市域東西を結ぶ幹線道路と交差してゆく。同区横越地区（旧横越町）の中心部で県道586号（旧国道49号）と交差すると、以南は再び片側1車線となり、国道49号横雲バイパスと交差する横越上町交差点に至る。上町以南は市道となり、木津交差点で県道247号と交差する。
県道に指定された当初は赤道十字路より北側が「一般県道新潟港下木戸線」、南側が「一般県道新潟横越線」と2路線に分かれていた。のちに竹尾ICを境に北側が「一般県道新潟港竹尾線」、南側が「一般県道横越新潟線」（新潟県道1号）に指定変更された後、さらに2路線を統合した上で主要地方道に指定変更され、現在の路線名となっている。
工業道路として整備された竹尾IC以北は早くから片側2車線化が行われたが、IC以南の石山地区から横越地区にかけての区間はかつて整備が進まなかった。特に白新線の新潟操車場（現東新潟駅・新潟貨物ターミナル駅）構内は長大な踏切を横断する必要があり、また片側1車線や単車線の区間が多いなど道路構造上のネックが多く、石山・横越地区や周辺市町村の宅地開発進捗による人口増加とそれに伴う通行量増加や、国道49号と新潟バイパスとを短絡する経路として使われるようになったことなどから、渋滞や速度低下などの交通障害が慢性的に発生していた。これらは1980年代から順次改良が行われ、白新線の踏切はアンダーパスとなり、また竹尾以南の区間は2000年（平成12年）に片側2車線化を完了。新潟市東部の幹線ルートとして現在に至るまで機能し続けている。
国道113号と交差する平和町交差点以北の区間は、新潟みなとトンネルを介して中央区の新潟島側と東区側を連絡する臨港道路入舟臨港線（ポートコリドール）へ直通しており、同トンネルを経由して新潟島北東部や新潟市水族館 マリンピア日本海方面などへ直通できる。また2007年5月、大江山地区に新潟市中央卸売市場が移転したことから、同市場への物品輸送ルートとしても機能している。ただ、赤道十字路から石山にかけては右折車線など通行区分の整理が進んでおらず、特に竹尾IC下は直進車線が1車線しか設けられていないため、牡丹山 - 石山相互間の通行車両にとっては少なからず障害となっている。こうしたこともあって、竹尾IC周辺では朝夕のラッシュ時を中心に渋滞・速度低下が慢性的に発生している。加えて、IC周辺には交差点が短間隔で連続して設けられていることなどから停止車両への追突、右左折時の衝突などといった交通事故が発生しやすい。事実、2008年（平成20年）には計18件もの事故が発生したことから、日本損害保険協会は同年の「交通事故多発交差点」新潟県ワースト1位として運転者に注意を呼び掛けている。

### 路線データ
- 起点：新潟市中央区浮洲町
- 終点：新潟市江南区横越字上郷（横越上町交差点=国道49号交点）
- 路線延長：14.5446 km[要出典]

## 歴史
- 1993年（平成5年）5月11日 - 建設省から、一般県道新新潟港竹尾線と一般県道横越新潟線が新潟港横越線として主要地方道に指定される[1]。
- 1994年（平成6年）4月1日 - 新潟県が路線認定。

## 路線状況

### バイパス
- 新潟市東区下場 - 同市江南区丸山ノ内善之丞組
1980年代から順次改良が行われた区間。旧道の拡幅や踏切の立体交差化などを行った他、かつてカーブや狭隘区間などが点在していた江南区内の区間では、旧道に並行して新経路を整備するなどして改良された。

### 通称
- 赤道（平和町交差点 - 横越上町交差点（ - 木津交差点））

### 重複区間
- 国道113号・国道345号：新潟市東区浜谷町二丁目（浜谷町交差点） - 東区平和町（平和町交差点）

### 未開通区間
- 新潟市中央区浮洲町（起点） - 新潟市東区臨港町二丁目

## 地理

### 通過する自治体
- 新潟市（中央区 - 東区 - 江南区）

### 交差する道路
- 新潟市東区
  - 国道113号（重複：国道345号）〈新潟飛行場道路・空港通り〉（浜谷町交差点）
  - 国道113号（重複：国道345号）〈新潟飛行場道路・空港通り〉（平和町交差点）
  - 新潟港臨港道路入舟臨港線〈ポートコリドール〉（同）- 交差点から北へ約1.3km先より新潟みなとトンネルに至る
  - 新潟市道山の下東港線1号（藤見町交差点）
  - 新潟県道3号新潟新発田村上線〈旧7号〉（赤道十字路）
  - 新潟市道東4-103号、同東5-140号〈笹木戸線〉（牡丹山十字路） - 都市計画道路「出来島上木戸線」
  - 国道7号〈新潟バイパス〉（竹尾IC）
  - 新潟県道290号曽野木一日市線（中野山交差点）
- 新潟市江南区
  - 日本海東北自動車道（新潟東スマートインターチェンジ）
  - 新潟県道16号新潟亀田内野線（丸山交差点）
  - 新潟県道46号新潟中央環状線〈横越バイパス〉（横越地内・交差点名なし）
  - 新潟県道586号水原亀田線（横越交差点）
  - 国道49号（重複：国道459号）〈横雲バイパス〉（横越上町交差点）

横越上町交差点先約1km、木津交差点で新潟県道247号沢海酒屋線に接続